# Aphnaeus namaquus
Aphnaeus namaquus är en fjärilsart som beskrevs av Henry Trimen 1874. Aphnaeus namaquus ingår i släktet Aphnaeus och familjen juvelvingar. Inga underarter finns listade i Catalogue of Life.